# Dave Bickler
David Bickler (nacido el 31 de marzo de 1953) es un cantante estadounidense, más conocido como el cantante principal de la banda de rock Survivor desde 1978 hasta 1983, sobre todo en el éxito número 1 en Estados Unidos "Eye of the Tiger". Además de su amplio rango vocal, su aspecto característico incluía boina. Bickler pasaría a proporcionar las voces en los anuncios, incluidos los comerciales de televisión y radio de "Real Men of Genius" de Bud Light.

## Biografía
Bickler nació en Dakota del Norte, moved to Willmar, Minnesota, and then graduated from Benet Academy in Lisle, Illinois. se mudó a Willmar, Minnesota, y luego se graduó de la Academia Benet en Lisle, Illinois. A finales de la década de 2000, Bickler vivió con su familia en Brookfield, un suburbio de Chicago.

## Carrera
La carrera de Dave Bickler comenzó en 1968 como uno de los dos cantantes principales y músico en el grupo de rock estadounidense Jamestown Massacre de principios de la década de 1970. El sencillo del grupo "Summer Sun" fue una entrada en la lista Billboard Hot 100 y Easy Listening en el verano de 1972. Bickler conoció a Jim Peterik mientras hacía jingles comerciales a mediados de la década de 1970, lo que llevó a su futura asociación en la banda Survivor.

### Survivor
Artículo principal: Survivor
Bickler es más conocido como miembro original de Survivor desde 1978 hasta 1983. Se reunió con los cofundadores Frankie Sullivan y Jim Peterik en 1993, permaneciendo hasta principios de 2000. Fue parte del grupo para sus primeros cuatro álbumes: Survivor, Premonition, Eye of The Tiger y Caught in the Game. Aunque sirvió principalmente como vocalista principal de la banda durante este tiempo, también se le atribuye haber tocado los teclados en los dos primeros álbumes de Survivor (incluyendo ser el único teclista en su álbum debut, antes de que el guitarrista rítmico Jim Peterik comenzara a asumir el papel en Premonition, aunque los lanzamientos futuros verían a Peterik reemplazado en el estudio por músicos de sesión).
Survivor experimentó su gran avance en 1982, cuando Sylvester Stallone les pidió que proporcionaran el tema musical de su película Rocky III. La canción, "Eye of the Tiger", pronto se convirtió en el mayor éxito de la carrera de la banda. Tuvo un enorme impacto en las listas de Billboard, se escenó al número 1 durante seis semanas. La canción le valió a la banda un premio Grammy a la mejor interpretación de rock de un dúo o grupo con voz, fue votada como "Mejor canción nueva" por los People's Choice Awards y recibió una nominación al Premio de la Academia. La canción sigue siendo popular hoy en día. Llegó al puesto #18 en la lista Top 100 Singles en la edición del 100 aniversario de Billboard y está muy por encima de la marca de 300.000 en el iTunes Store, donde una vez ocupó el puesto #9 en su lista "Top Soundtrack".[cita requerida] Gracias al éxito de la canción y a otro sencillo del Top 20, "American Heartbeat", el álbum Eye of the Tiger alcanzó el puesto #2 en la lista Billboard 200.
Bickler también se puede escuchar en otros sencillos de Survivor, incluyendo "Somewhere in America", "Rebel Girl", "Poor Man's Son", "Summer Nights", "The One That Really Matters", "American Heartbeat", "Caught in the Game" y "Ever Since the World Began" (más tarde regrabado por el sucesor de Bickler en Survivor, Jimi Jamison, como sencillo en solitario para la banda sonora de la película Lock Up).
Bickler dejó la banda a finales de 1983 después de desarrollar pólipos en sus cuerdas vocales y requirió cirugía y descanso vocal, una condición de la que tardaría un año y medio en recuperarse.
Se reincorporó a Survivor a principios de 1993 como vocalista principal de un álbum Greatest Hits en Scotti Bros con dos nuevas canciones "You Know Who You Are" y "Hungry Years" (la última de las cuales coescribió). Bickler grabó nueva música con la banda con la esperanza de un nuevo álbum, pero las demandas en curso y los problemas de propiedad de la marca registrada con su sucesor inicial en la banda, Jimi Jamison, detuvieron el lanzamiento.
Bickler fue despedido a principios de 2000 después de una breve serie de fechas de gira. El 1 de abril de 2000, se anunció que por segunda vez Jimi Jamison era el nuevo cantante principal de Survivor.
A Bickler se le atribuye haber coescrito dos canciones en el álbum de Survivor Reach con Frankie Sullivan: "I Don't" y "One More Chance".
En 2013, se anunció en las fuentes oficiales de los medios de comunicación de Survivor que el guitarrista Frankie Sullivan había reunido de nuevo a la alineación actual de Survivor con Dave Bickler, con la banda planeando tener a sus dos vocalistas más conocidos juntos para la próxima gira, Dave Bickler y Jimi Jamison. Después de un año de gira junto con Bickler en esta alineación, Jamison murió de un derrame cerebral hemorrágico el 1 de septiembre de 2014.
En marzo de 2016, Bickler fue despedido de nuevo de Survivor.

### Otras empresas
Después de dejar Survivor en 1983, Bickler continuó grabando con otros grupos en el área de Chicago y haciendo jingles comerciales y anuncios.
Desde el año 2000, Bickler ha continuado su empresa en la grabación de comerciales y anuncios de vídeo. Su canto aparece en la exitosa campaña publicitaria de Budweiser Light "Real American Heroes" y "Real Men of Genius" (la decisión de cambiar la campaña de "Real American Heroes" a "Real Men of Genius" se tomó después del 11 de septiembre) cantando quejosamente en contrapunto al comentario irónico del actor de voz Peter Stacker. Más de 100 de estos comerciales han sido grabados y transmitidos en estaciones de radio deportivas y eventos durante más de diez años. Se han lanzado un puñado de CD de los anuncios de Bud Light y uno vendió más de 100.000 copias en sus primeras tres semanas de lanzamiento. El lanzamiento, según una entrevista de Pop Culture Tonight: con Patrick Phillips de febrero de 2016 con Dave Bickler, vendió 400.000 copias.
En 2009, Bickler publicó varias canciones nuevas que estaba escribiendo y grabando para un futuro proyecto en solitario a través de su cuenta de Twitter y su sitio web.
El 2 de febrero de 2012, apareció en The Colbert Report cantando un pasaje del libro de Newt Gingrich A Nation Like No Other con la melodía de "Eye of the Tiger".
En octubre de 2017, Bickler apareció en el Festival de Rockingham en la Universidad de Nottingham Trent, Reino Unido. En 2018, se unió a Jim Peterik en el escenario para interpretar "Caught in the Game", "Rebel Girl" y "Eye of the Tiger". El 28 de septiembre de 2018, lanzó su álbum debut en solitario, Darklight.
El 17 de mayo de 2021, actuó en el Late Show con Stephen Colbert cantando sobre un tigre fugitivo en Houston con la melodía de "Eye of the Tiger".

## Discografía

### Con Survivor
Survivor (1979)
Premonition (1981)
Eye of the Tiger (1982)
Caught in the Game (1983)
Greatest Hits (1993)
Fire Makes Steel Demos (Bootleg) (1996)

### Solo
Darklight (2018)